# Korpisaari (ö i Finland, Norra Karelen, Joensuu, lat 62,91, long 30,71)
Korpisaari är en ö i Finland. Den ligger i sjön Koitere och i kommunen Ilomants i den ekonomiska regionen  Joensuu ekonomiska region  och landskapet Norra Karelen, i den sydöstra delen av landet, 400 km nordost om huvudstaden Helsingfors. Öns area är 9,8 hektar och dess största längd är 0,5 kilometer i öst-västlig riktning.